# Hermann Uhde
Hermann Uhde (ur. 20 lipca 1914 w Bremie, zm. 10 października 1965 w Kopenhadze) – niemiecki śpiewak operowy, bas-baryton.

## Życiorys
Był synem Niemca i Amerykanki. Studiował w Bremie, gdzie debiutował w 1936 roku partią Titurela w Parsifalu. Występował we Fryburgu Bryzgowijskim (1938–1940), Monachium (1940–1943 i 1951–1956), Hadze (1943–1944), Hanowerze (1947–1948), Hamburgu (1948–1950), Wiedniu (1950–1951 i 1957–1961) i Stuttgarcie (1956–1957). W 1955 roku rolą Telramunda w Lohengrinie debiutował w Metropolitan Opera w Nowym Jorku. Od 1951 roku regularnie występował na festiwalu w Bayreuth. Zasłynął jako odtwórca ról wagnerowskich, występował też w repertuarze współczesnym. W 1949 roku wziął udział w prapremierowym przedstawieniu opery Antygona Carla Orffa.
Zmarł na atak serca podczas występu na scenie w Kopenhadze.